# エアードルフィン
株式会社エアードルフィン (Air Dolphin)は、日本の沖縄県に本拠地を置いていた航空会社。以下、特記以外は運航停止前の時点での内容である。

## 概要
1989年に沖縄県内の大手建設会社が設立。1996年1月に沖縄ツーリストの子会社を経て、サイバーファームに譲渡され連結子会社となった。那覇空港を中心に貸切飛行や遊覧飛行を行っていた。しかし、サイバーファームが2009年1月30日に自己破産を申請・受理された。当初子会社は継続する方向で調整されたものの、100%子会社のエアードルフィンも資産処分対象となり、運航を含め全ての事業を停止、最終的には同年11月に自己破産を申請し経営破綻した。
不定期運航は2008年10月（那覇空港 - 沖永良部空港は2008年度年末年始も運航）が最後となり、以後は実施されていない。ホームページも2009年1月28日に「2月の運航は調整中」と更新されたのを最後に、同年2月中旬に閉鎖された。

## 事業内容
- 航空運送業
- 航空機使用事業
- 航空機受託整備
- 空港ハンドリング

## 就航空港
那覇空港を拠点として以下の空港に就航可能であった。
- 奄美空港、徳之島空港、沖永良部空港、与論空港、慶良間空港、伊江島空港、粟国空港、伊是名場外離着陸場、久米島空港、北大東空港、南大東空港、宮古空港、多良間空港、石垣空港、波照間空港、与那国空港

## 路線
他社が就航していない路線では、搭乗者を募る不定期運航も行っていた。
- 那覇空港 - 沖永良部空港
- 石垣空港 - 波照間空港、多良間空港（季節運航）

## 運航機材
- ブリテン・ノーマンBN-2A型機
- セスナ172型機
- セスナ208B型機
- セスナ206型機

## その他
- 2008年に廃業した旭伸航空が運航していた新潟空港 - 佐渡空港の運航を引き継ぐことを表明していたが、親会社の破産により計画撤回したことを新潟県に伝えている[3]。

- エアードルフィンの那覇空港事務所はすでに閉鎖されており、現在そのスペースには第一航空沖縄事業所が入居している。
- TBSアナウンサーの安住紳一郎が沖永良部島への移動でエアードルフィンを利用した際の話を自身のラジオ番組「安住紳一郎の日曜天国」内で話しており、2016年7月17日放送分のポッドキャストで聞くことが出来る